# Corneliu-Dan Zaharia
Corneliu-Dan Zaharia a fost un deputat român în legislatura 1990-1992, ales în municipiul București pe listele partidului FSN. Deputatul Corneliu-Dan Zaharia a demisionat din Parlament pe data de 17 octombrie 1990 și a fost înlocuit de deputatul Aurică Radu.